# دمی دلیا
جینا رودریگز (به انگلیسی: Demi Delia)، معروف به دمی دلیا و جینا دلیا، بازیگر زن پورنوگرافی و مدل در صنعت بزرگسالان است که در ۱۵ نوامبر سال ۱۹۶۷ در ایالت کالیفرنیا به دنیاآمد. او در این صنعت از شهرت به سزایی برخوردار است به طوری که برخی از هوادارانش، او را با بازیگران هالیوودی مقایسه می‌کنند.
او در تعدادی از فیلم‌هایش با بازیگران زن مشهوری همچون جیانا مایکلز و دوون لی به نقش آفرینی پرداخته‌است.